# Histoire d'une mouette et du chat qui lui apprit à voler
Histoire d'une mouette et du chat qui lui apprit à voler (titre original en espagnol : Historia de una gaviota y del gato que le enseñó a volar) est un roman de Luis Sepúlveda publié en 1996.  

## Résumé
L'histoire commence au large des côtes européennes, dans les années 1990. La mouette Kengah est prise dans une marée noire à la suite d'un moment d'inattention. Mazoutée, elle parvient péniblement à voler jusqu'à la côte et s'échoue sur un balcon dans le port de Hambourg. Tandis qu'elle agonise, un chat grand, noir et gros, nommé Zorbas, s'approche d'elle avec étonnement. La mouette mourante lui dit qu'elle pondra un œuf avant de mourir et soutire au chat trois promesses : qu'il ne mangera pas l'œuf, qu'il veillera sur lui jusqu'à ce qu'il éclose, et qu'il lui apprendra à voler. Après la mort de Kengah, Zorbas est très embarrassé : comment tenir une promesse pareille et conserver sa dignité ? Mais une parole de chat donnée ne peut être reprise, et il s'emploie à prendre soin de l'œuf.
Par chance, son maître, un petit garçon, vient de partir en vacances. Zorbas parvient à grand peine à tenir l'œuf à l'abri des curiosités malsaines, notamment de deux chats rivaux qui vagabondent dans les environs. Zorbas finit par quérir l'aide de ses alliés parmi les chats du port. Il contacte Colonello, le chat militaire, par l'intermédiaire de son assistant Secrétario, les deux chats pensent à la même chose, et tous se tournent vers le chat savant, Jesaitout (Sabelotodo), qui vit dans le bazar du port, un improbable bric-à-brac aux allures de caverne d'Ali Baba. Les chats ont affaire à Matías, un singe qui garde l'endroit et est d'un caractère déplaisant. Par chance, l'endroit recèle une encyclopédie dont les informations s'avèrent précieuses. Sur les indications de Jesaitout, Zorbas peut couver l'œuf convenablement.
La seconde partie de l'histoire commence bien des jours plus tard. L'œuf éclot finalement et le poussin réclame aussitôt à manger, mais que donner à manger à une mouette ? Colonello explique à Zorbas comment nourrir le poussin. Zorbas a aussi affaire aux rats du port, qui mangeraient bien le petit poussin sans défense ; il doit négocier un droit de passage pour les rats dans un endroit du port en échange de la sécurité du poussin. Mais est-ce un mâle ou une femelle ? Les chats s'adressent à un autre chat du port, Barlovento, le chat mascotte d'un navire du port. Celui-ci indique que le poussin est une mouette femelle et les chats la baptisent Afortunada (« Chanceuse »). Le poussin grandit. Le temps passe. Il reste à accomplir la troisième partie de la promesse, et non la moindre : lui apprendre à voler. Mais cette fois, il ne suffit plus d'une encyclopédie. Ni Zorbas ni les autres chats ne peuvent apprendre à voler à Afortunada. À bout de ressources, Zorbas se résigne à demander l'autorisation de parler à un humain. Les chats se réunissent en conseil et finissent par tomber d'accord. Mais ils ne feront confiance qu'au gardien du phare, qui est aussi poète. Zorbas et ses amis vont le trouver un soir et lui exposent la promesse à tenir. C'est en montant en haut du phare et en décollant de là qu'Afortunada trouve finalement son courage et ressent l'instinct du vol. Zorbas regarde son improbable protégée s'éloigner dans les airs avec bonheur et tristesse à la fois ; il a tenu parole.

## Histoire éditoriale
Histoire d'une mouette et du chat qui lui apprit à voler, sous-titré Un roman pour les jeunes de 8 à 88 ans, paraît en octobre 1996 chez Tusquets Editores, à Barcelone, en Espagne, dans la collection « Andanzas ». Le récit est accompagné d'illustrations (couverture et dessins intérieurs) de Miles Hyman. Le livre est traduit en français par Anne-Marie Métailié et paraît chez Métailié et au Seuil la même année. Il est réédité chez Métailié dans la collection de poche « Suites » en avril 2012.

## Accueil critique
Dans le quotidien français Libération, Nathalie Agogue voit dans le livre un « très joli récit dédié aux enfants » qui réfléchit sur « la pollution du monde et le droit à la différence ».

## Adaptation en bande dessinée
Une adaptation en bande dessinée a été publiée aux éditions Caurette en octobre 2021  (ISBN 979-10-96315-95-6). Cever en a réalisé le dessin après avoir présenté les premières planches à Luis Sepúlveda quelques semaines avant son décès. 

## Adaptation au cinéma
Le livre a fait l'objet d'une adaptation au cinéma sous la forme d'un film d'animation, La Mouette et le Chat, réalisé par Enzo D'Alò et sorti en France en 1999.